# Kopernik (serial telewizyjny)
Kopernik – polsko-niemiecki serial biograficzny, który jest telewizyjną wersją filmu o tym samym tytule. Serial zrealizowany został w 1972 roku z okazji 500. rocznicy urodzin astronoma Mikołaja Kopernika, a premierę miał 2 września 1973 roku.
Serial powstał we dwóch wytwórniach filmowych: polskiej Wytwórni Filmów Fabularnych w Łodzi oraz we wschodnioniemieckiej wytwórni DEFA. Reżyserami serialu byli Ewa i Czesław Petelski. Scenariusz napisali Jerzy Broszkiewicz i Zdzisław Skowroński. Muzykę skomponował Jerzy Maksymiuk. Zdjęcia do filmu kręcił Stefan Matyjaszkiewicz. Autorem scenografii był Jerzy Skrzepiński.
Serial liczył trzy odcinki, noszące tytuły: Niebo, Ziemia i Księga szósta.
Główną rolę w serialu zagrał Andrzej Kopiczyński. Swoją rolę wspominał niechętnie. Przyznał, że zadaniem karkołomnym jest zagranie bohatera, prezentowanego jako osobę świętą. Podczas prac nad serialem bezskutecznie próbował przekonać twórców serialu, by Kopernika przedstawił jako człowieka z krwi i kości, niepozbawionego wad.

## Główne role
Źródło: Filmpolski.pl
- Andrzej Kopiczyński – Mikołaj Kopernik (wszystkie odcinki)
- Barbara Wrzesińska – Anna Schilling, kuzynka i gospodyni Kopernika (odc. 3)
- Czesław Wołłejko – Łukasz Watzenrode, biskup warmiński, wuj Kopernika (odc. 1 i 2)
- Andrzej Antkowiak – Andrzej Kopernik, brat Mikołaja (odc. 1 i 2)
- Klaus-Peter Thiele – Jerzy Joachim Retyk, uczeń Kopernika (odc. 3)
- Henryk Boukołowski – kardynał Ippolito d’Este, brat księcia Ferrary (odc. 1)
- Hannjo Hasse – wydawca Ossiander (odc. 3)
- Henryk Borowski – Tiedemann Giese, biskup chełmiński (odc. 3)
- Wiktor Sadecki – Wojciech z Brudzewa (odc. 2 i 3)
- Gustaw Lutkiewicz – Jan Dantyszek (odc. 3)
- Bogusz Bilewski – burgrabia (odc. 2)
- Jolanta Bohdal – Krystyna, siostrzenica Kopernika (odc. 3)
- Władysław Dewoyno - ranny operowany przez Kopernika (odc. 2 i 3)